# Dorsifulcrum bicolor
Dorsifulcrum bicolor är en fjärilsart som beskrevs av Claude Herbulot 1979. Dorsifulcrum bicolor ingår i släktet Dorsifulcrum och familjen mätare. Inga underarter finns listade i Catalogue of Life.